# Ernest Hauger

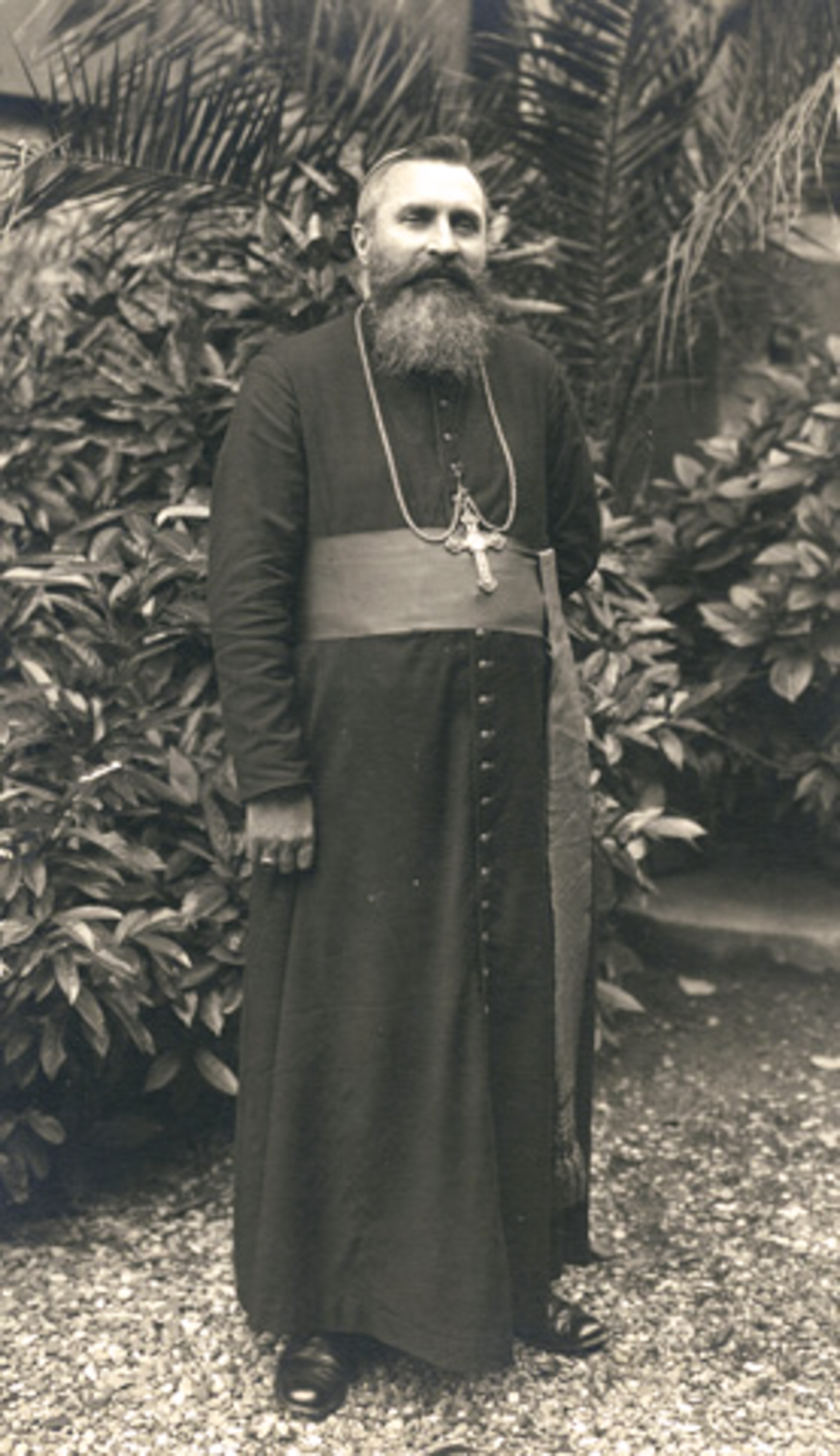
Ernest Hauger SMA

Ernest Hauger SMA (* 5. Oktober 1873 in Kingersheim; † 12. Oktober 1948) war ein französischer römisch-katholischer Missionar, Bischof und Apostolischer Vikar von Goldküste.

## Leben
Hauger trat 1887 der Gesellschaft der Afrikamissionen bei, studierte ab 1892 am Priesterseminar von Lyon und empfing am 5. Juli 1896 die Priesterweihe. 1898 ging er als Missionar ins heutige Nigeria. Nachdem er 1900 beinahe ums Leben gekommen war, kehrte Hauger zunächst nach Europa zurück. 1911 wurde er erneut nach Lagos entsandt, wo er zu einem der engsten Mitarbeiter des dortigen Apostolischen Vikars Ferdinand Terrien aufstieg.
Papst Pius XI. ernannte ihn am 13. Februar 1925 zum Apostolischen Vikar von Goldküste und drei Tage später zum Titularbischof von Clazomenae. Die Bischofsweihe spendete ihm am 24. Mai 1925 François Steinmetz, Apostolischer Vikar von Dahomey. Mitkonsekratoren waren Marie-Joseph Cuaz, Apostolischer Vikar von Laos, und Ferdinand Terrien, Apostolischer Vikar von Costa di Benin. Am 14. November 1932 legte Hauger sein Amt nieder und zog sich zurück.